# Llau dels Pastors
La llau dels Pastors és una llau del terme de Conca de Dalt, al Pallars Jussà, dins de l'antic terme d'Hortoneda de la Conca, en territori del poble d'Hortoneda.
S'origina al sud-est del Roc de Torrent Pregon, al sud-oest d'Hortoneda, des d'on davalla cap al nord, travessa la Carretera d'Hortoneda, passa a ponent dels Trossos de la Font dels Malalts i tot seguit rep per la dreta la llau dels Malalts i passa a llevant de Boscarró i Boïgues de Mitges i a ponent de la Font de l'Era; més tard deixa a ponent el Planell de Motes i a llevant el Prat del Bedoll, i, finalment, la Cova a ponent i la Font de l'Escolà i la Masia a llevant, i acaba abocant-se en el Barranc de la Masia a prop i als sud-est de la casa de la Molina.
En ser una llau bastant plana a la seva zona de capçalera, acull una petita partida rural de 0,8531 hectàrees de secà i bosquina.